# Gryllus lineaticeps
Gryllus lineaticeps är en insektsart som beskrevs av Carl Stål 1861. Gryllus lineaticeps ingår i släktet Gryllus och familjen syrsor. Inga underarter finns listade i Catalogue of Life.